# Margalida Roig Colomar
Margalida Roig i Colomar (San José, 17 de noviembre de 1908-Ibiza, 1966) fue una sindicalista española.

## Trayectoria
Nació en 1908 en el seno de una familia trabajadora, pero que poseían una cierta cultura, dado que la abuela de Margalida sabía leer y escribir.
A la edad de 15 años se colocó en una fábrica textil de Can Ventosa. En esos momentos era una fábrica con un gran volumen de trabajo. Solo trabajaban mujeres y en épocas de gran producción llegaban a trabajar más de 150 mujeres.
Roig i Colomar se relacionaba con otros jóvenes sindicalistas, como Joan Castelló, que se reunían en la Casa del Pueblo de Ibiza. Participó muy activamente en la creación de la Unión Obrera Femenina en marzo de 1936. Fue nombrada presidenta de la agrupación de trabajadoras de la Calcetería Hispánica Can Ventosa.
Como presidenta de la agrupación propuso mejoras a la patronal que no fueron aceptadas y declararon una huelga indefinida. Para apoyar esta huelga, socialistas, comunistas y anarquistas convocaron una huelga general el 18 de julio de 1936.
Con el comienzo de la guerra civil, Margalida fue encarcelada y condenada a cadena perpetua en la cárcel de Can Sales de Palma, por un delito de adhesión a la rebelión. Pero ese año salió de prisión atenuada al trasladarse a su domicilio del que no podía salir si no era por trabajo y deberes religiosos.
Se casó con Josep Bonet con el que tuvo 3 hijos. En 1946 fue indultada y vivió en Dalt Vila hasta su muerte veinte años más tarde, el 28 de junio de 1966.

## Reconocimientos
En septiembre de 2020 el ayuntamiento de San José  le dedicó una calle. Sin embargo, el 28 de noviembre de 2023 el pleno del propio ayuntamiento aprobó con los votos del Partido Popular y VOX la supresión del nombre de la calle.